# Frontera entre Nova Zelanda i Tonga
La frontera entre Nova Zelanda i Tonga es completament marítima i es troba a l'oceà Pacífic. Delimita la zona econòmica exclusiva entre Tonga amb Niue, país que ha signat un acord de lliure associació amb la Nova Zelanda.
Les sis illes de Tonga estan implicades en l'establiment d'una línia d'equidistància amb l'illa aïllada de Niué :
- Niuatoputapu
- Vava'u
- Hakaufussi Cay, Ha'ano
- Otu Tolu
- 'Eua

La línia d'equidistància consta de sis segments la longitud dels quals varia de 15 MN a 121 MN. La línia mesura 331 MN i s'uneix a un encreuament al nord amb la intersecció de les zones reclamades cap a les ZEE 200 MN de llarg.
El trifini nord és situada als voltants de 16° 50′ 00″ S, 171° 20′ 00″ O / 16.83333°S,171.33333°O i implica Tutuila a les Samoa Nord-americana; la intersecció de les ZEE es troba prop de 22° 09′ 00″ S, 171° 27′ 00″ O / 22.15000°S,171.45000°O.